# ФК Металац (Горни Милановац)
Ме́талац (на сръбски: ФК Металац Горњи Милановац) е сръбски футболен клуб от град Горни Милановац.

## История
Клубът е основан на 12 юни 1961 г. при металургичен завод „Металац“. През сезон 2009/2010 Сръбската суперлига е разширена на 16 отбора, което позволява на отбора да се включи директно (без плейофи) за първи път в историята си в Сръбска суперлига.